# Wollny
Wollny ist ein Familienname. 

## Herkunft und Bedeutung
Der Familienname Wollny ist ein schlesischer Name slawischen Ursprungs mit der Bedeutung "frei".

## Verbreitung
Der Familienname kam vor 1945 hauptsächlich in Oberschlesien sowie in Niederschlesien vor. Heute ist er in ganz Deutschland verbreitet.

## Varianten
- Wolni
- Wolny

## Namensträger
- Burkhard Wollny (* 1950), deutscher Eisenbahnfotograf
- Ewald Wollny (1846–1901), deutscher Agrarwissenschaftler
- Fritz Wollny (1891–1965), deutscher Politiker (SPD/SED), Direktor des Brandenburgischen Landeshauptarchivs
- Lieselotte Wollny (1926–2019), deutsche Bürgerrechtlerin und Politikerin (Bündnis 90/Die Grünen)
- Michael Wollny (* 1978), deutscher Jazz-Pianist
- Peter Wollny (* 1961), deutscher Musikwissenschaftler und Bach-Forscher
- Rainer Wollny (* 1959), deutscher Sportwissenschaftler und Hochschullehrer
- Silvia Wollny (* 1965), deutsche Reality-TV-Darstellerin
- Thomas Wollny (*  1952), deutscher Generalmajor der Luftwaffe und Amtschef Streitkräfteamt

- Die Wollnys, Darsteller der Doku-Soap Die Wollnys – Eine schrecklich große Familie